# Unità residenziale Ovest
 (novembre 2024).
L'Unità residenziale Ovest est un bâtiment de la ville d'Ivrée au Piémont en Italie. Il fait partie du complexe Olivetti d'Ivrée, qui fait l'objet d'inscription au patrimoine mondial par l'UNESCO sous la dénomination « Ivrée, cité industrielle du XXe siècle ».

## Histoire
Le bâtiment est commandé par l'entreprise Olivetti aux architectes Roberto Gabetti et Aimaro Oreglia d’Isola en 1968. Le commanditaire souhaitait une structure permettant d’héberger temporairement ses employés en visite à Ivrée au siège de l’entreprise.

## Description
Le bâtiment, situé sur une pente spécialement créée, présente la particularité d’avoir un plan semi-circulaire, d’un rayon de 70 mètres, et est entièrement enterré à l’exception de la façade tournée vers la grande cour intérieure. Le toit pavé de la structure, accessible depuis la route, se présente comme une sorte de place-terrasse surplombant la cour intérieure en contrebas, occupée par une colline plantée. Sa façade-rideau en verre se fond avec le garde-corps en verre de la terrasse supérieure.
Le complexe, réparti sur deux étages, comprend 13 logements de 120 mètres carrés disposés sur deux niveaux et 72 logements de plain-pied de 80 mètres carrés, desservis par une rue couverte.

## Galerie

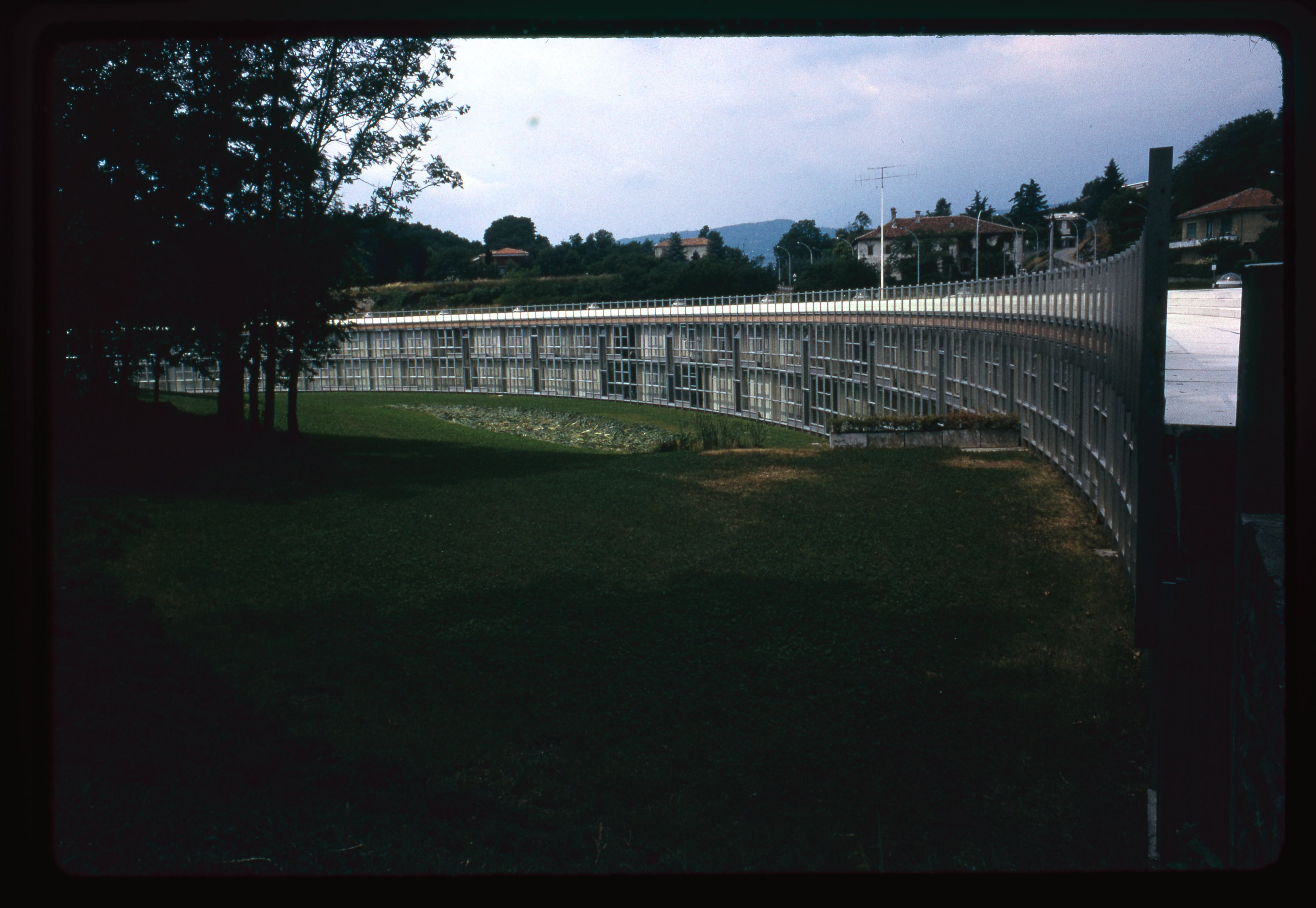
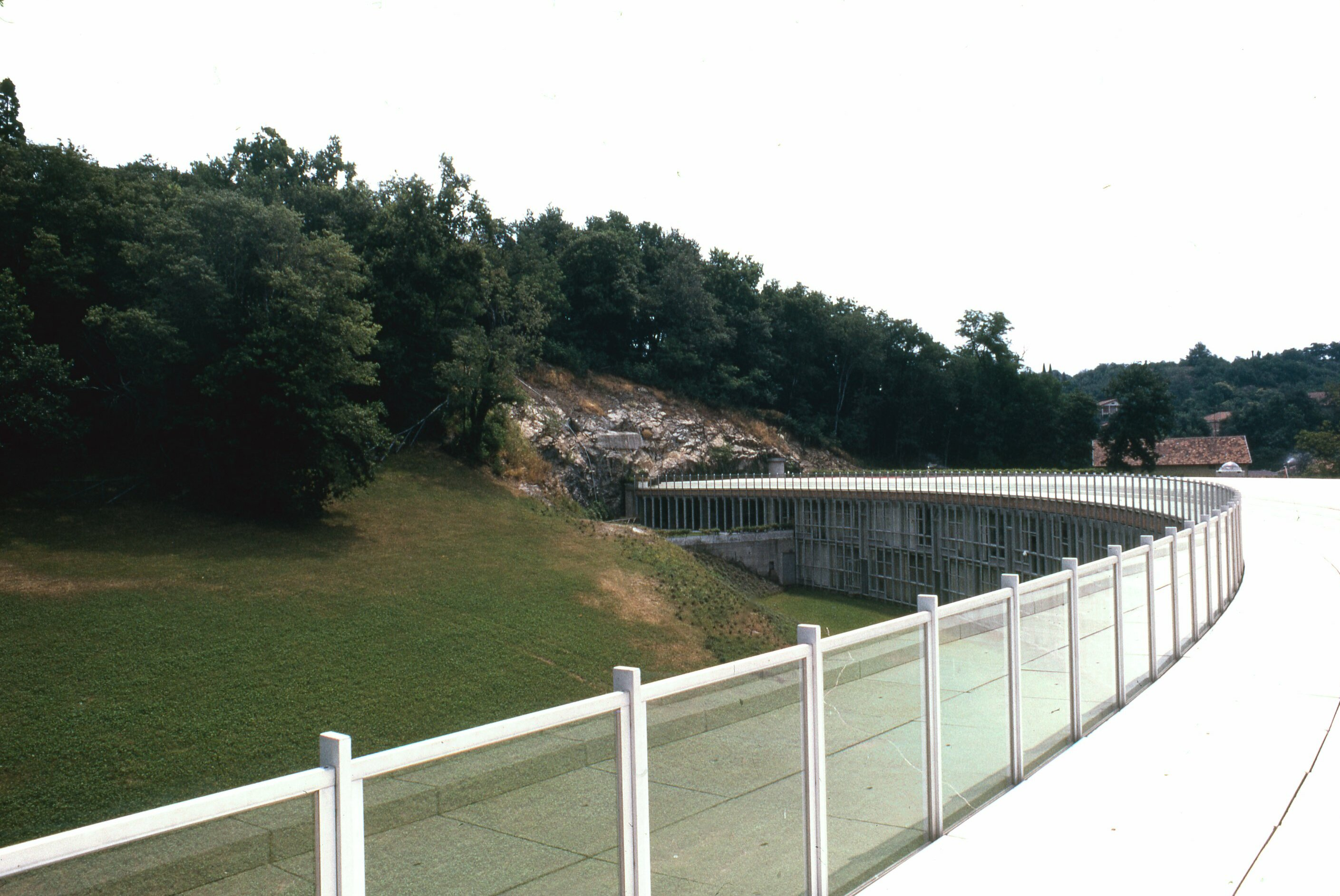
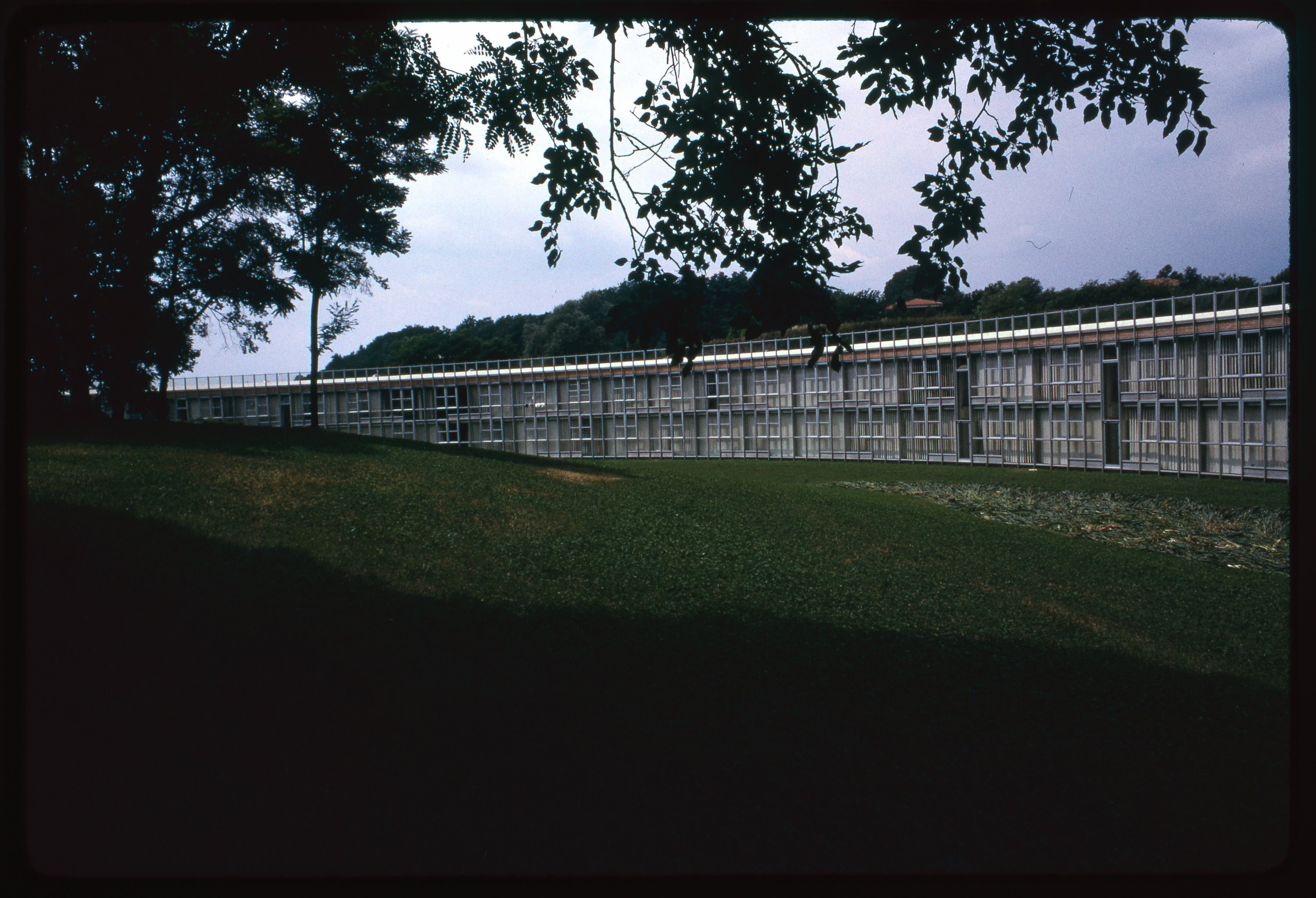